# Brother Cane
Brother Cane es una banda de hard rock estadounidense que lanzó tres álbumes en la década de los noventa. Fue formada en 1990 por el cantante y guitarrista Damon Johnson y el bajista Glenn Maxey. Junto al guitarrista Roman Glick y el batería Scott Collier, Brother Cane lanzó su álbum debut en 1993. Luego de la salida de Maxey, Glick empezó a tocar el bajo mientras se contrataba a un nuevo guitarrista, David Anderson. Su canción "And Fools Shine On", del álbum Seeds, permaneció en la ubicación #1 en las listas Billboard por seis semanas y fue incluida en la película Halloween: The Curse of Michael Myers de 1995, al igual que las canciones "Hung on a Rope", "20/20 Faith" y "Horses & Needles". La banda se separó luego del lanzamiento de su tercer disco, Wishpool, en 1998.
En el 2005, Brother Cane se reunió para dar dos recitales. En el 2012 se reunieron nuevamente para una realizar serie de conciertos.

## Miembros
- Damon Johnson – voz, guitarra
- David Anderson – guitarra
- Roman Glick – guitarra, bajo
- Glenn Maxey – ajo
- Scott Collier – batería

2011
- Damon Johnson – voz, guitarra
- Zach Myers – guitarra
- Chuck Garric – bajo
- Scott Collier – batería

2013
- Damon Johnson – voz, guitarra
- David Anderson – guitarra
- Scott Collier – batería

## Discografía

### Estudio
| Año  | Título       | Disquera       | Billboard 200 |
| ---- | ------------ | -------------- | ------------- |
| 1993 | Brother Cane | Virgin Records | -             |
| 1995 | Seeds        | Virgin Records | 184           |
| 1998 | Wishpool     | Virgin Records | -             |